# Tavascan
Tavascan és un poble del terme municipal de Lladorre (que durant molts anys es va anomenar Tabescan), a la comarca del Pallars Sobirà.

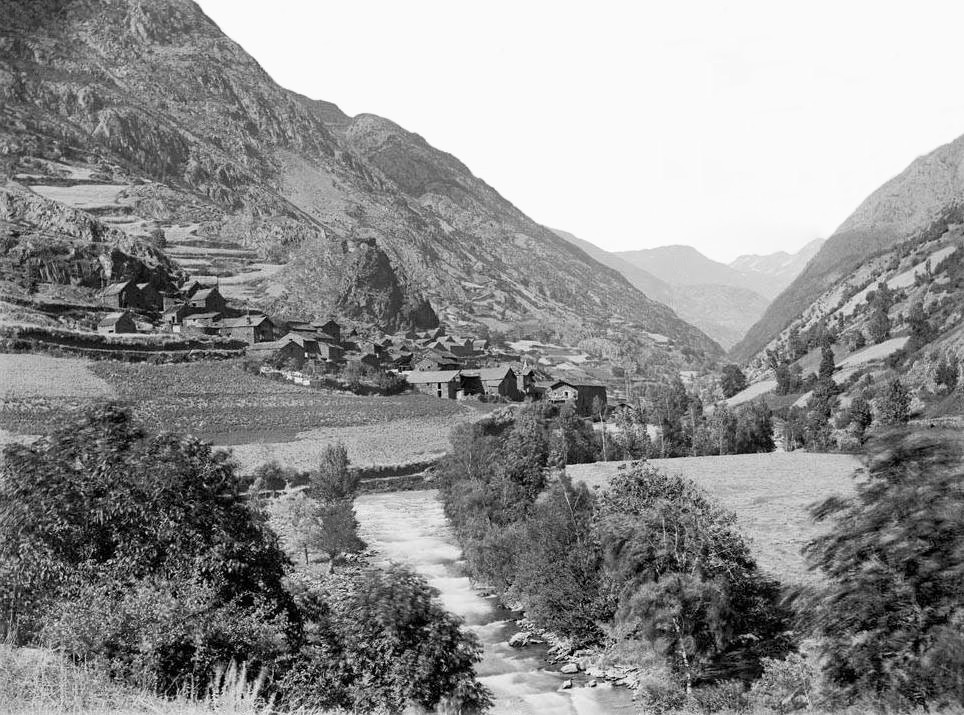
Tavascan en una imatge del 24 de juliol de 1889

Està situat a la dreta del Riu de Lladorre i a l'esquerra del de Tavascan (tram superior de la Noguera de Cardós), justament a l'interfluvi dels dos rius. És en un coster, entre 1.106,9 i 1.154,5 metres d'altitud. És al capdamunt de la carretera L-504, que acaba en el poble (continua a través de pistes forestals). És el poble més al nord de tota la Vall de Cardós.
Hi destaca la Molina i l'església parroquial de Sant Bartomeu, a més del Complex hidroelèctric de l'alta vall de Cardós. Damunt del riu de Lladorre, justament abans que s'hi uneixi el de Tavascan, hi ha el Pont Vell de Tavascan, romànic, que uneix les cases de Tavascan de les dues riberes del riu.
Al nord del poble hi ha els antics nuclis de bordes, habitats temporalment, que constituïen autèntics nuclis de població de Graus, Ison, Noarre i Quanca.

## Etimologia
Joan Coromines explica l'origen de Tavascan a partir de les arrels basques ata-be (sota els ports) i azkan (final, darrer). Es tracta d'una descripció força exacta: el del final, sota els ports.

## Geografia

### El poble de Tavascan
El poble de Tavascan, situat al capdamunt de la Vall de Cardós, és el nucli de població més habitat del seu terme municipal. Antigament n'era la capital, i el municipi s'anomenà Tavascan durant molts anys. Presenta dos nuclis diferenciats, tots dos a la dreta del Riu de Lladorre, però separats pel Riu de Tavascan. El més meridional és a peu de carretera, mentre que el més septentrional, situat a ponent d'una de les entrades al Complex hidroelèctric de l'alta vall de Cardós, queda una mica separat, més enlairat. L'església de Sant Bartomeu és enmig de tots dos, a prop del riu i de la carretera.

#### Les cases del poble[1]
| - Casa Amado - Casa Andorrà - Casa Astaleret - Casa Bernat - Casa Bisbe - Casa Bordissa - Casa Cinto - Casa Cisco - Casa Cisco Toledo - Casa Coix - Casa Roca - Casa Roqueta - Casa Sastre | - Casa Colomer - Casa Escolà - Casa Feliu - Casa Filomena - Casa Fina - Casa Fuster - Casa Gaspar - Casa Guillem - Casa Gustí - Casa Jan - Casa Simó - Casa Surra - Casa Tambonet | - Casa Jaques - Casa Jaumetes - Casa Llau - Casa Lol - Casa Madó - Casa Manuel - Casa Marcel·lina - Casa Marxant - Casa Masovereta - Casa Micàs - Casa la Molina - Casa Montalban | - Casa Montamara - Casa Pardet - Casa Pei - Casa Poblador - Casa Pubill - Casa Queró - Casa Ramonet - Casa Rei - Casa Teixidor - Casa Toledo - Casa Tomeu - Casa Vell |  |

## Història

### Edat moderna
En el fogatge del 1553, Tavascan y Ayneto, conjuntament, declaren 1 foc eclesiàstic i 7 de laics, uns 40 habitants.

### Edat contemporània
Pascual Madoz dedica un article del seu Diccionario geográfico... a Tabescan ó Tabascan. Hi diu que és una localitat amb ajuntament al qual estan agregats els pobles de Lladorre, Boldís Jussà, Boldís Sobirà i Lleret. Està situada en un pla, envoltat de muntanyes de gran altura, combatut pels vents del nord i del sud. El clima hi és fred, però sa. Tenia en aquell moment 40 cases i l'església parroquial de Sant Bartomeu, servida per un rector de nomenament ordinari i un beneficiat de sang (fill de la parròquia). El terme comprèn diverses muntanyes despoblades, com Montamono, Nauerte, Sonó, Guiló, Tornapigó y Pilastre. El territori és pedregós i de mala qualitat, i el creua el camí que mena a França. S'hi produïa sègol, herbes, pastures i una mica de fruita. S'hi criava vacum, ovelles i mules. Hi havia una mica de caça de perdius i molta d'ossos i isards. També hi havia pesca abundant de truites. Comptava amb 30 veïns (caps de casa) i 355 ànimes (habitants).

## Llocs d'interès
- Pont Vell de Tavascan.

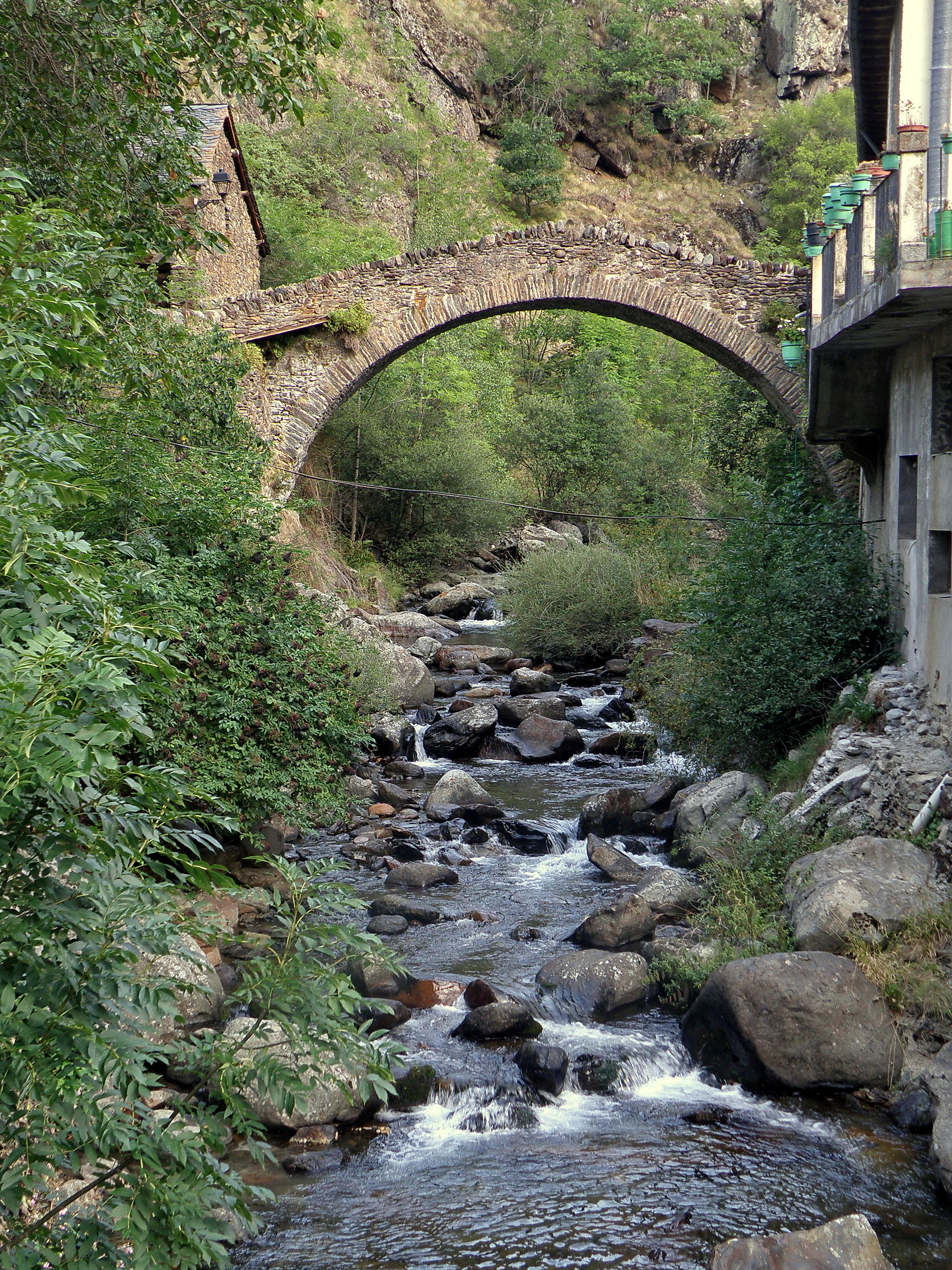
Pont romànic a Tavascan

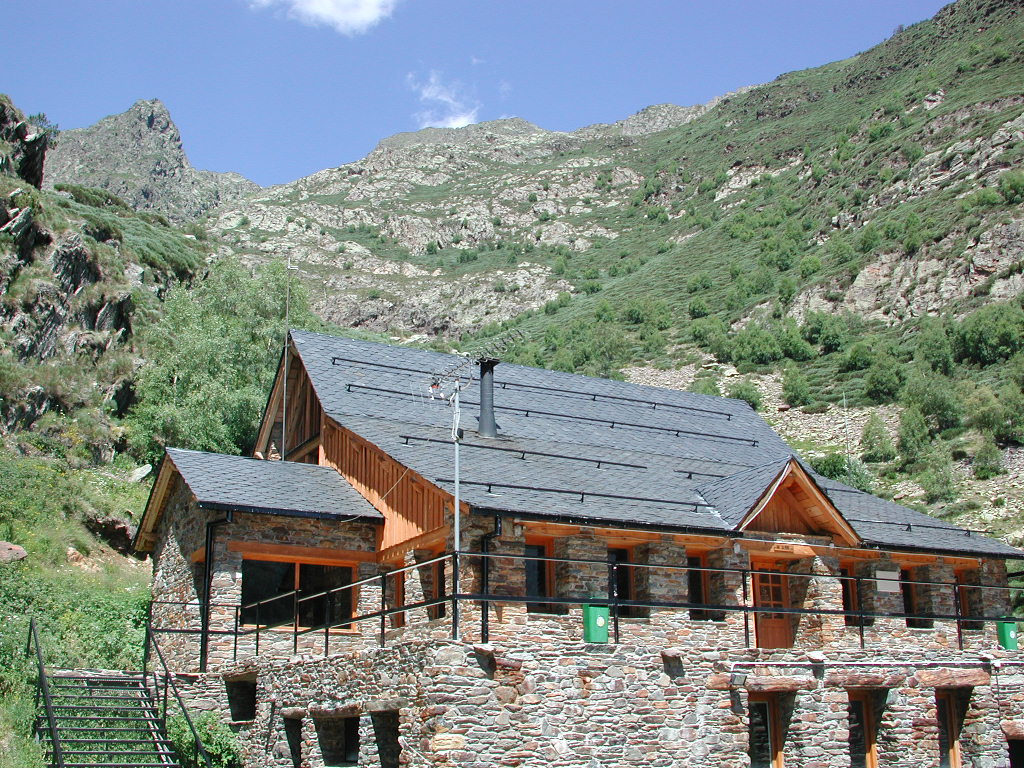
Refugi de la Pleta del Prat

- Pistes d'esquí de Tavascan Pleta del Prat.
- Central Hidroelèctrica Subterrània.[4]
- Les Bordes de Noarre, Estanys del Port de Tavascan.
- Refugi de la Pleta del Prat, a l'estació d'alta muntanya de Tavascan.

## Comunicacions
Tavascan és accessible a través de la carretera L-504, de Llavorsí a Tavascan, a partir de la qual pot enllaçar amb altres destinacions. És l'única carretera del poble, i del terme municipal. Tavascan dista 3 quilòmetres del seu cap de municipi, Lladorre, 19,5 de Llavorsí, i, sempre a través d'aquesta població, és a 33,7 de Sort (cap de la comarca), 60,6 de la Pobla de Segur (estació de tren més propera), 73,6 de Tremp (cap del partit judicial), 78 de Vielha, 85,7 de la Seu d'Urgell (cap de bisbat), 159,6 de Lleida (cap de demarcació) i 262,8 de Barcelona (cap i casal de Catalunya). La carretera és una carretera en bon estat, que eventualment pot presentar algun problema de trànsit en cas de neu.
A través de mitjans de transport col·lectiu públics, Tavascan no està gaire ben comunicat. Hi ha una sola línia, la L0734, que ressegueix de cap a cap la carretera L-504. Hi consta un sol autobús diari en cada direcció, que surt cap a Llavorsí a les 7 i 10 del matí, i fa el servei contrari amb arribada a Tavascan a 10 minuts per les 11 els dimarts i dijous, i a dos quarts i cinc de 4 els altres dies feiners. No hi ha servei el cap de setmana. Aquesta línia relliga tots els pobles de la vora de la Noguera de Cardós: Tavascan, Lladorre, Lladrós, Benante, Arròs de Cardós, Esterri de Cardós, Ainet de Cardós, Cassibrós, Ribera de Cardós, Àrea de descans del punt quilomètric 3, i Llavorsí. A Llavorsí enllaça amb les línies d'autobús que menen a Barcelona, Vielha, Sort i Tremp.
L'estació de tren més propera és la de la Pobla de Segur.

## Festivitats
- Festes majors
  - 5 d'agost: Mare de Déu de les Neus.
  - 24 d'agost: Sant Bartomeu.